# Theodore Lyman
Pour les articles homonymes, voir Theodore Lyman (homonymie).
Theodore Lyman (23 novembre 1874 - 11 octobre 1954) est un physicien américain connu pour ses travaux dans le domaine de la spectroscopie.

## Biographie
Lyman naît à Boston dans le Massachusetts. Il étudie à l'université Harvard en 1897 où il reçoit son Ph.D. en 1900. Il enseigne à Harvard, d'abord comme professeur assistant jusqu'en 1917 puis comme professeur. Il est directeur du Jefferson Physical Laboratory de 1908 à 1917. Pendant la Première Guerre mondiale il sert dans le corps expéditionnaire américain dans le génie comme major.
Il meurt à Cambridge.
Lyman reçoit la médaille Rumford en 1918, il est l'éponyme de la série de Lyman et du cratère Lyman (en) sur la Lune.

## Recherches
Lyman fait d'importantes contributions dans le domaine des réseaux de diffraction.
Poursuivant les recherches de l'industriel allemand Victor Schumann sur le spectre ultraviolet par électrisation des molécules d'hydrogène, il met d'abord en évidence des échos parasites dans le spectre qui (comme Carl Runge l'avait déjà supposé) proviennent d'irrégularités dans le tracé des réseaux de diffraction utilisés ; mais en 1906, il a déjà identifié plus d'une centaine de raies spectrales invisibles de l'hydrogène, jusqu'en dessous d'une longueur d'onde de 100 nm et découvre ainsi la première raie de ce qui sera nommé la série de Lyman. Lyman découvre les autres raies de cette série entre 1906 et 1914.
En 1917, il publie sa découverte de trois premières raies spectrales invisibles (les premières raies de la série de Lyman) émises par électrisation de l'hydrogène, tout en perfectionnant sa technique de diffraction : il parvient ainsi résoudre le spectre jusqu'à des longueurs d'onde de 50 nm. Mobilisé entre 1917 et 1919, il ne parviendra pas à renouer avec la physique de pointe par la suite.

## Sources
(janvier 2017).
- (en) « Theodore Lyman », dans New International Encyclopedia [détail des éditions]
- (en) Theodore Lyman, a Pioneer in Far Ultraviolet Spectroscopy, F. A. Saunders, Science. 11 février 1955
- (en) Theodore Lyman, 1874-1954. A Biographical Memoir. Percy Williams Bridgman
- (en) R.R. Bowker's American Men & Women of Science 1998 - 99, 20th ed., R.R. Bowker : New Providence, New Jersey, 1998